# Piotr Szczęsny
Pour les articles homonymes, voir Szczesny.
Piotr Paweł Szczęsny, né en 1963 en Pologne et mort le 29 octobre 2017 à Varsovie, est un chimiste polonais, membre de l'association polonaise « Mensa ». Il s'est immolé par le feu le 29 octobre 2017, dans un geste politique, pour protester contre la politique du parti PiS et du gouvernement.

## Les faits
Le 19 octobre 2017, après 16h00, sur une place située devant le Palais de la culture de Varsovie, il distribue des tracts qu'il a réalisés lui-même, où il liste quinze inculpations contre le pouvoir du parti politique « droit et justice » (PiS), avant de s'asperger de liquide inflammable et de s'immoler par le feu.  Il meurt à l'hôpital dix jours plus tard. 
Piotr Szczęsny a vécu à Niepołomice. Père de deux enfants adultes qui travaillaient sur des thèses de doctorat et époux d'une pharmacienne, il n'était impliqué dans aucune action politique de l'opposition polonaise. Ses dépliants sont écrits dans une langue précise, sans mots grossiers.
Son nom de famille n'est connu des médias qu'à partir du 2 novembre 2017 : auparavant, il était simplement connu sous le nom de « Piotr S. ».